# Condado de Lewis (Tennessee)
El condado de Lewis (en inglés: Lewis County, Tennessee), fundado en 1843, es uno de los 95 condados del estado estadounidense de Tennessee. En el año 2000 tenía una población de 11.367 habitantes con una densidad poblacional de 16 personas por km². La sede del condado es Hohenwald.

## Geografía
Según la Oficina del Censo, el condado tiene un área total de 730 km² (281,9 mi²), de la cual 730 km² (281,9 mi²) es tierra y 0 km² (0 mi²) es agua.

### Condados adyacentes
- Condado de Hickman norte
- Condado de Maury este
- Condado de Lawrence sur
- Condado de Wayne suroeste
- Condado de Perry oeste

## Demografía
En el 2000 la renta per cápita promedia del condado era de $30 444, y el ingreso promedio para una familia era de $35,972. El ingreso per cápita para el condado era de $14 664. En 2000 los hombres tenían un ingreso per cápita de $27 060 contra $19 847 para las mujeres. Alrededor del 13,40% de la población estaba bajo el umbral de pobreza nacional.

## Lugares

### Ciudades y pueblos
- Gordonsburg
- Hohenwald
- Kimmins